# 音楽 -2nd Movement-
『音楽 -2nd Movement-』（おんがく セカンド・ムーブメント）は、NEWSのEP。2023年3月15日にジャニーズ・エンタテイメントから発売。

## 概要
NEWS結成20周年の幕開けを飾るアルバムであり、2022年8月にリリースされた『音楽』の続編（第二楽章）として発表。前作の最後がブレス（息継ぎ）をしたところで終わっていたためその続き、そして20周年イヤーで何か新しいことをしたいという思いから、EPという初めての形でリリースされた。収録されている楽曲は全て、「息継ぎの先、アフターブレス」をテーマに制作されている。ジャケットは前作のモノクロ調とは雰囲気の異なる青空が広がる爽やかなデザインが採用されているが、初回盤Aでは前作と同じロゴが全面に使用され、シリーズの世界観を引き継いでいる。

## リリース
初回盤A（CD+Blu-ray/CD+DVD）・初回盤B（CD+Blu-ray/CD+DVD）・通常盤（CD）の3仕様5形態で発売

### 特典・仕様
初回盤A（CD+Blu-ray/CD+DVD）
- 「音楽 -2nd Movement-」スペシャルBOX仕様
- 8Pブックレット&36Pフォトブック
- 発売記念キャンペーン 視聴シリアルコード①

初回盤B（CD+Blu-ray/CD+DVD）
- 「音楽 -2nd Movement-」スペシャルBOX仕様
- 24Pブックレット
- 発売記念キャンペーン 視聴シリアルコード①

通常盤
- 16Pブックレット
- 発売記念キャンペーン 視聴シリアルコード②（通常盤初回プレスのみ）

## 収録曲

### CD

#### 初回盤A/B
※LIVE Ver.は初回盤Bのみ収録。
1. "2nd Movement" - Interlude"
Produced by ☆Taku Takahashi（m-flo, block.fm）、作：加藤シゲアキ、朗読：松たか子
2. A Real Man
作詞：篠原とまと、作曲・編曲：伊藤賢・辻村有記、コーラスアレンジメント：佐々木久美
  - JRA第67回有馬記念応援ソング[8]

有馬記念のために制作された楽曲であり、JRAにて公開されたミュージックビデオは中山競馬場を舞台にドローンを使って撮影された[12]。
3. Tick-Tock
作詞・作曲・編曲：ヒロイズム
  - テレビ東京系アニメ『シャドウバースF』オープニングテーマ[8]

ミュージックビデオでは2022年のツアーに帯同したバンドとのコラボレーションが見られる[13]。
4. ハレルヤ
作詞・作曲：ヒロイズム、編曲：ヒロイズム・石塚知生
  - 東洋紡企業広告タイアップ曲[8]。テレビCM「物語が生まれる会社」編[14]。
5. メモリーズ
作詞・作曲・編曲：ヒロイズム
  - ジャパンキャンピングカーショー2023タイアップ曲[8]
6. KMK the boys rock you all!（LIVE Ver.）
作詞：篠原とまと、作曲・編曲：伊藤賢・辻村有記、コーラスアレンジメント：佐々木久美
  - 12thアルバム『音楽』収録曲のライブバージョン。
7. 鳴神舞（LIVE Ver.）
作詞：篠原とまと、作曲・編曲：伊藤賢・辻村有記
  - 27枚目のシングル『BURN』カップリング曲のライブバージョン。

#### 通常盤
1. "2nd Movement" - Interlude"
2. A Real Man
3. Tick-Tock
4. ハレルヤ
5. メモリーズ
6. 白
作詞：木村友威、作曲：Nana Kazumi、編曲：トオミ ヨウ
7. フィナーレ
作詞・作曲・編曲：ヒロイズム

### Blu-ray/DVD

#### 初回盤A
約43分収録。
- 「A Real Man」Music Video & Making
- 「Tick-Tock」Music Video & Making

#### 初回盤B
約20分収録。
- -The Final Day-「weeeek to Coda」from "LIVE TOUR 2022 音楽" 11.27 at Miyagi

2022年11月27日に開催された「NEWS LIVE TOUR 2022 音楽」の宮城最終公演のうち、「weeeek〜Coda」を収録。

## 収録映像作品
A Real Man
- NEWS EXPO（初回盤B『「音楽」 -AFTER BREATH-』）
- NEWS 20th Anniversary LIVE 2023 NEWS EXPO

Tick-Tock
- NEWS EXPO（初回盤B『「音楽」 -AFTER BREATH-』、初回盤A『METROCK2023 TOKYO』）
- NEWS 20th Anniversary LIVE 2023 NEWS EXPO

ハレルヤ
- NEWS EXPO（初回盤B『「音楽」 -AFTER BREATH-』）

メモリーズ
- NEWS EXPO（初回盤B『「音楽」 -AFTER BREATH-』）
- NEWS 20th Anniversary LIVE 2023 NEWS EXPO

## チャート成績
オリコンでは前作『音楽』の初週10.6万枚を上回る10.8万の売り上げで、週間アルバムランキングで初登場1位を記録。1stアルバム『touch』から14作連続の1位となり、1stアルバムからの連続1位獲得作品数も歴代単独1位となった。